# Castello Pasquini

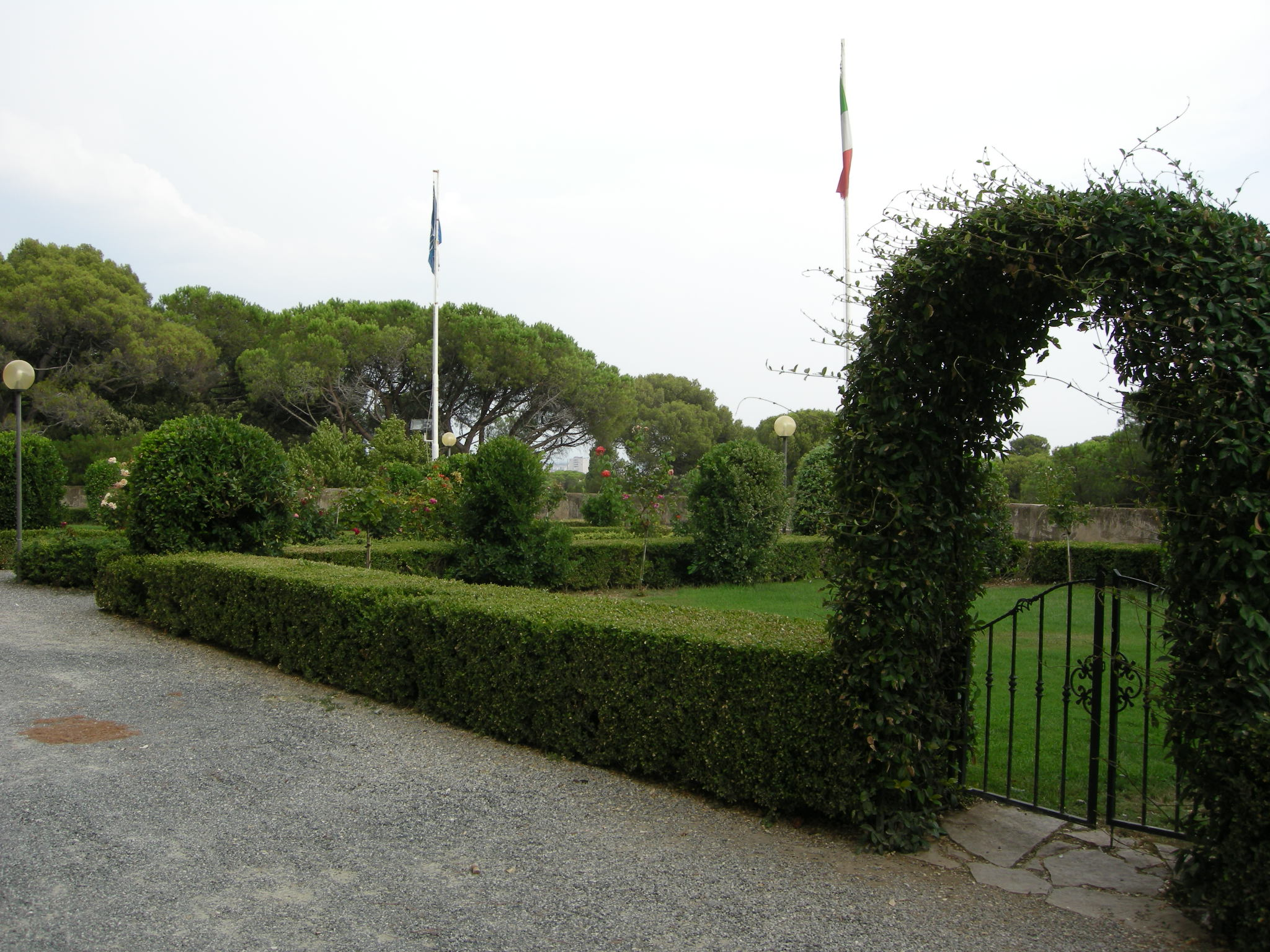
I giardini

Il castello Pasquini si erge a Castiglioncello, nel comune di Rosignano Marittimo, a breve distanza dalla stazione ferroviaria della frazione.

## Storia

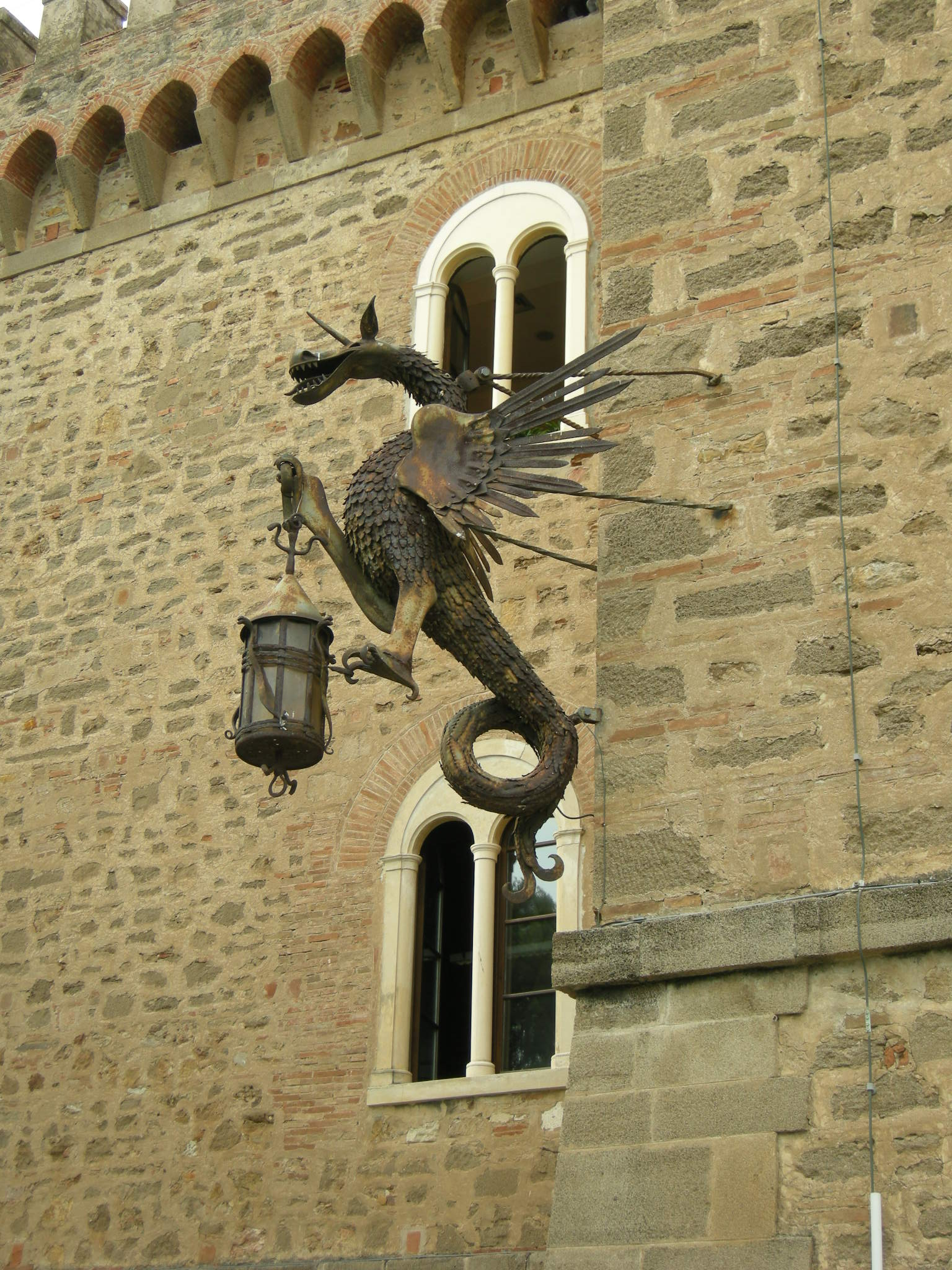
Dragone portafiaccola

Il castello Pasquini fu costruito a partire dal 1889 come residenza del barone Lazzaro Patrone, che al contempo aveva acquistato vasti appezzamenti di terreno da Diego Martelli.
Durante i lavori furono pertanto demoliti i vecchi edifici della passata proprietà, mentre i terreni agricoli furono trasformati in un rigoglioso parco d'impronta romantica.
Il castello, realizzato ad imitazione delle costruzioni medioevali, fu affiancato dalla casa del casiere, in stile neogotico, e da una cappella decorata secondo le tendenze eclettiche.
Inoltre, il barone Patrone offrì parte dei propri terreni per la costruzione della stazione ferroviaria di Castiglioncello, a patto che il fabbricato viaggiatori riprendesse lo stile del castello al fine di armonizzarsi con esso. 
Il medesimo barone si interessò anche dello sviluppo dell'intera località, ma i suoi progetti, come quello dell'ippodromo, non ebbero seguito.
Nel 1938 il castello fu ceduto ad altri proprietari ed intorno agli anni quaranta fu acquistato dalla famiglia Pasquini.
Dopo un periodo di abbandono, nel 1981, divenne proprietà dell'amministrazione comunale di Rosignano Marittimo, che col tempo ne ha fatto il centro di una serie di manifestazioni ed eventi culturali, come il Premio letterario Castiglioncello-Costa degli Etruschi.

## La tensostruttura
Sul retro del castello, negli anni ottanta del Novecento, fu realizzata una tensostruttura impiegata come sala polivalente. Essa era in grado di ospitare circa 640 persone, di cui 100 nella sala e 540 nelle gradinate.
Nel 1987 il celebre ballerino Roberto Baiocchi vi ha danzato il balletto Don Chisciotte tratto dal romanzo di Miguel de Cervantes, nella versione creata da Michail Baryšnikov per l’American Ballet Theatre, uno dei capolavori del balletto classico con cui nel tempo si sono confrontati i più grandi coreografi, da Rudol'f Nureev a George Balanchine.
Nel 2016, tuttavia, ne è stato decretato l'abbattimento a causa degli elevati oneri necessari per la manutenzione e messa in sicurezza; una decisione maturata in concomitanza con l'accordo siglato tra l'amministrazione comunale e la Solvay Group per l'acquisizione del Teatro Solvay.
La tensostruttura è stata abbattuta nel corso del 2017 ed è stata sostituita da uno spazio destinato agli spettacoli all'aperto.

## Altre immagini

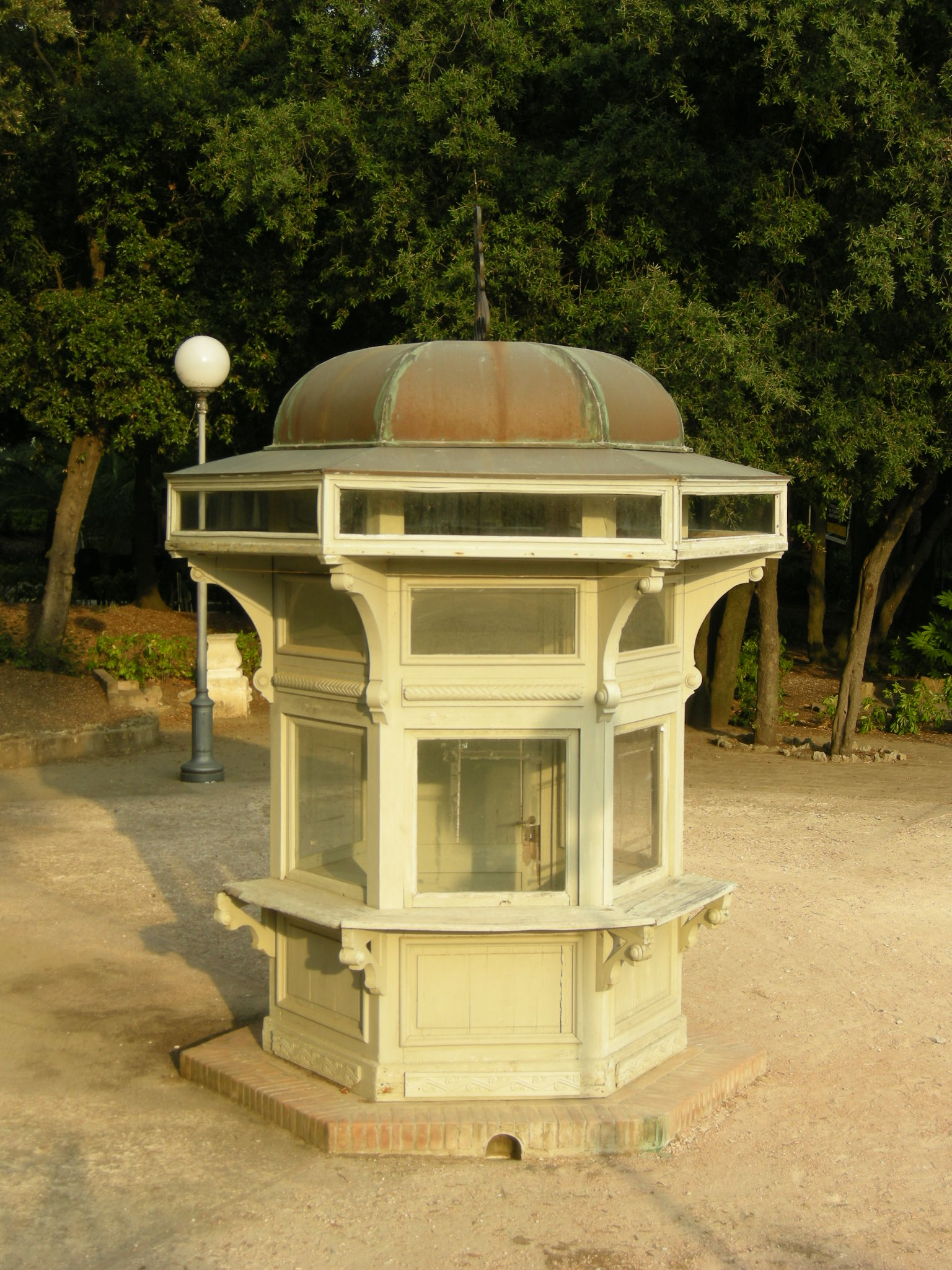
Edicola nel parco
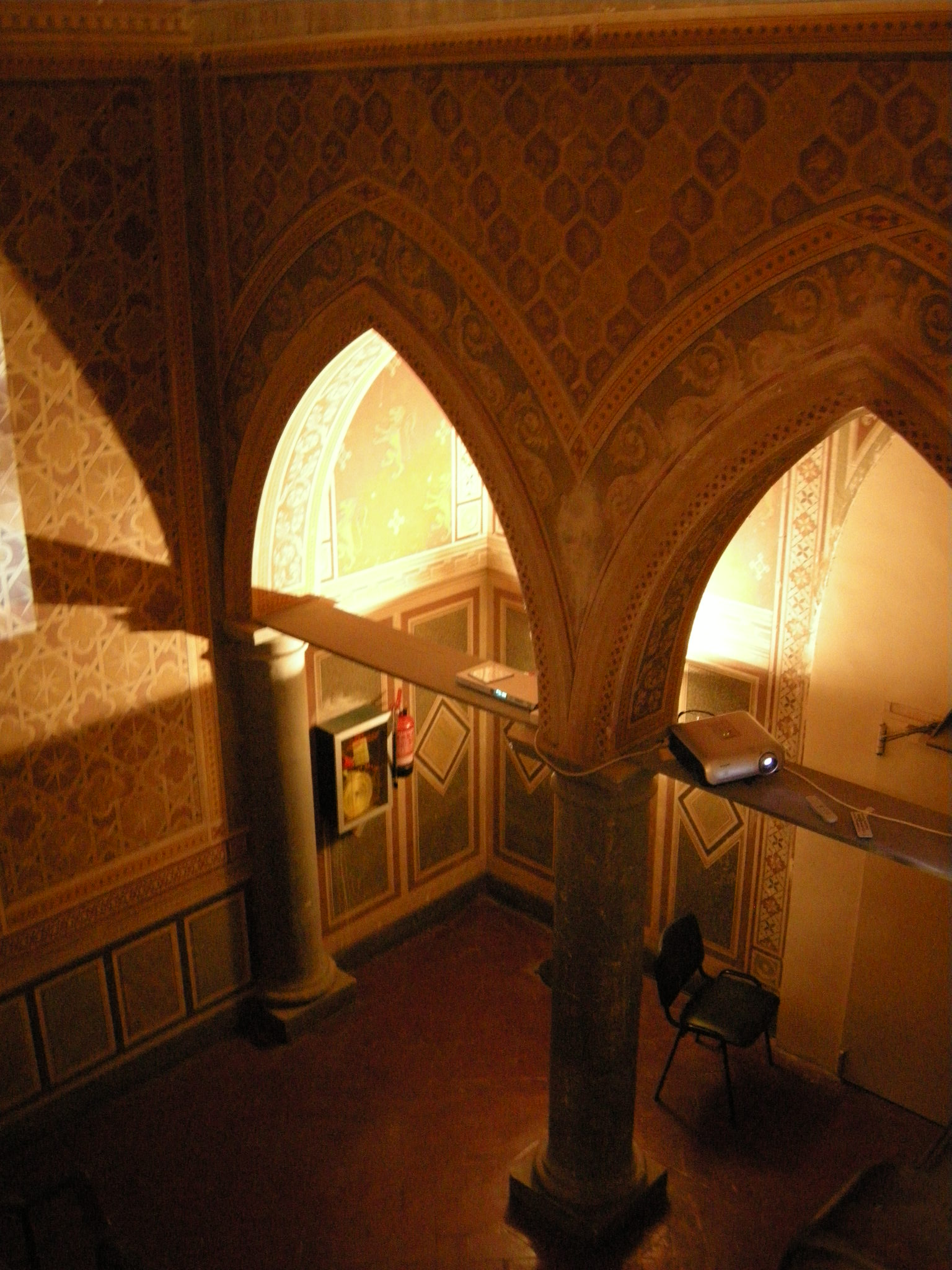
Interno
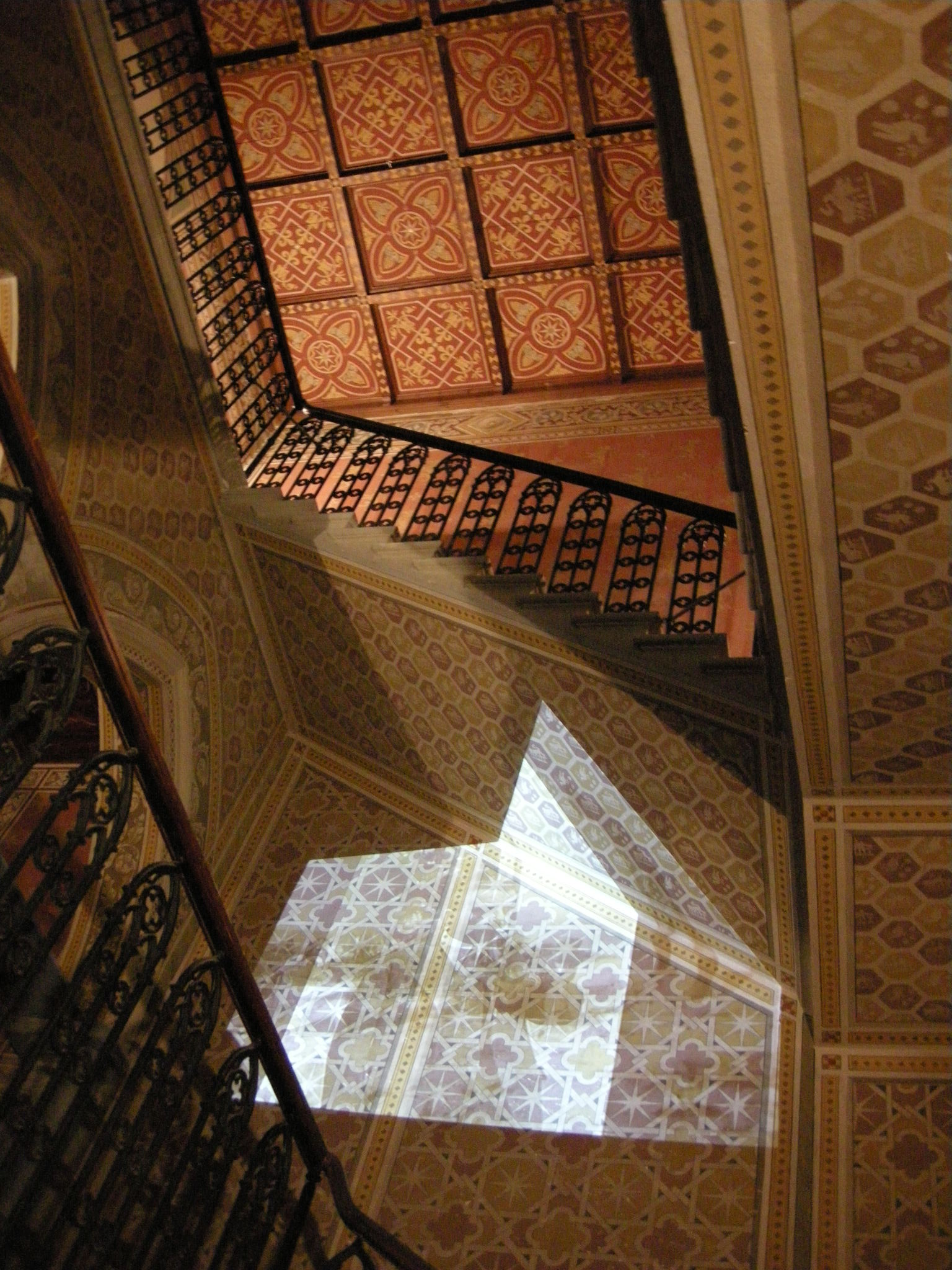
Interno
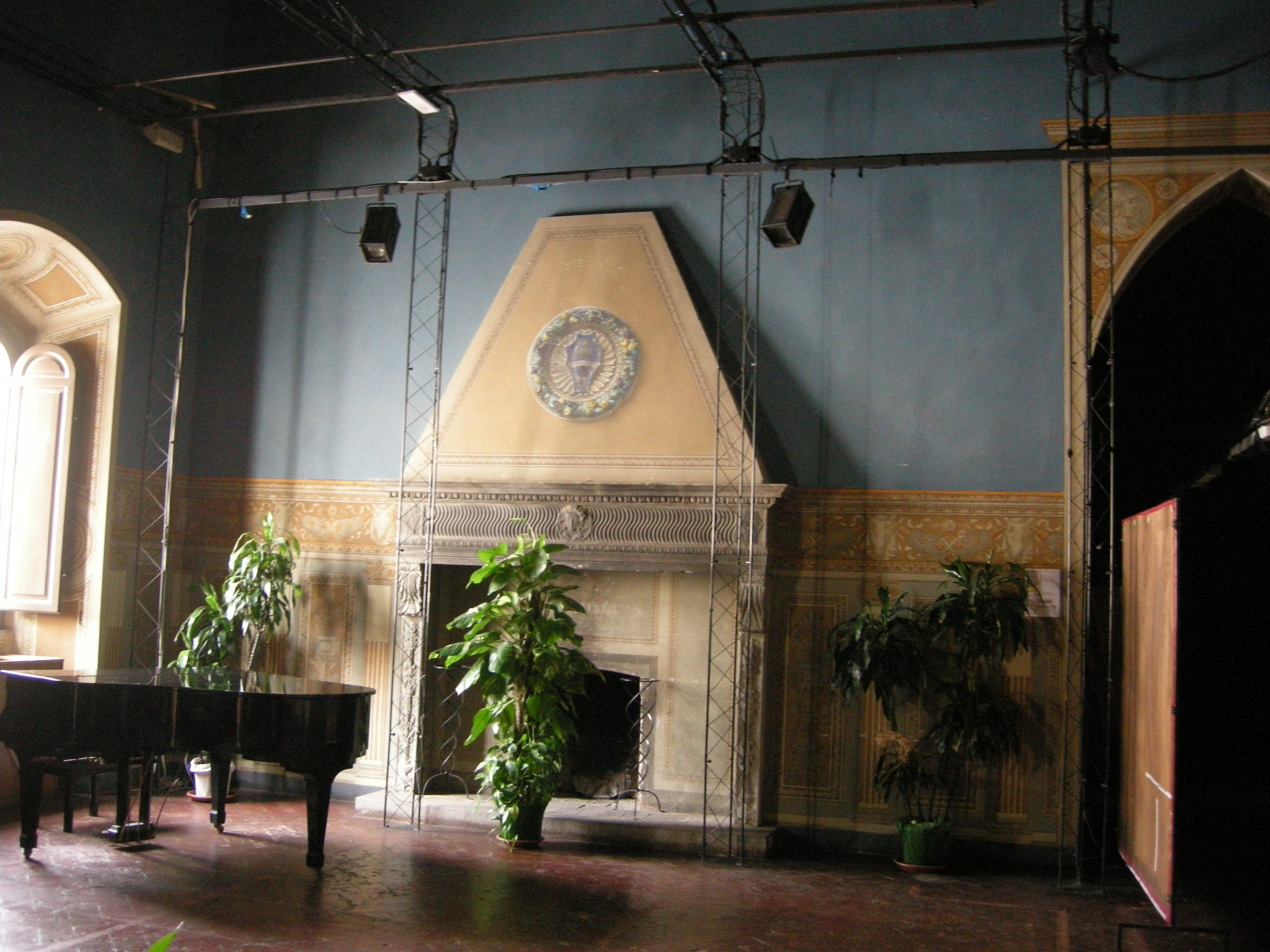
Interno